# La Higuera, Tantoyuca
La Higuera är en ort i Mexiko.   Den ligger i kommunen Tantoyuca och delstaten Veracruz, i den sydöstra delen av landet, 240 km norr om huvudstaden Mexico City. La Higuera ligger 195 meter över havet och antalet invånare är 399.
Terrängen runt La Higuera är huvudsakligen platt. La Higuera ligger uppe på en höjd. Runt La Higuera är det ganska tätbefolkat, med 72 invånare per kvadratkilometer. Närmaste större samhälle är Tantoyuca, 4,4 km söder om La Higuera. Trakten runt La Higuera består till största delen av jordbruksmark.